# Руайер-де-Вассивьер (кантон)
Руайер-де-Вассивьер (фр. Royère-de-Vassivière) — кантон во Франции, находится в регионе Лимузен. Департамент кантона — Крёз. Входит в состав округа Обюссон. Население кантона на 2006 год составляло 1822 человек.
Код INSEE кантона 2322. Всего в кантон Руайер-де-Вассивьер входят 7 коммун, из них главной коммуной является Руайер-де-Вассивьер.

## Коммуны кантона
- Ле-Монтей-о-Виконт — население 225 чел.
- Руайер-де-Вассивьер — население 576 чел.
- Сен-Жюньен-ла-Брежер — население 157 чел.
- Сен-Мартен-Шато — население 136 чел.
- Сен-Морей — население 274 чел.
- Сен-Парду-Мортероль — население 218 чел.
- Сен-Пьер-Бельвю — население 236 чел.